# البرلس (مركز)
مركز البرلس، هو مركز مصري يقع بمحافظة كفر الشيخ في مصر، عاصمته هو مدينة بلطيم، يتبعه ثلاث مدن: بلطيم ومدينة مصيف بلطيم وبرج البرلس.

## جغرافيا
يحده من الشمال البحر المتوسط، ومن الجنوب مركز الحامول وبحيرة البرلس، ومن الشرق محافظة الدقهلية، ومن الغرب بحيرة البرلس ومركز سيدي سالم.